# Леді Давіна Віндзор
Леді Давіна Елізабет Еліс Бенедікте Віндзор (нар. 19 листопада 1977, Лондон, Англія) — член британської королівської родини, старша донька герцога та герцогині Глостерських.

## Молодість і освіта
Давіна народилася в лікарні Святої Марії в Лондоні. Вона була охрещена 19 лютого 1978 року в парафіяльній церкві Барнвелла, її хрещеними батьками були капітан Марк Філліпс, герцог Букклеч, Елізабет, леді Камойс, Сьюзан Віглі, Роджер Велслі Сміт і Керолайн, баронеса Розенорн-Лен.
Леді Давіна виросла в Кенсінгтонському палаці.
Здобула освіту в Кенсінгтонській підготовчій школі в Ноттінг-Гіллі, а потім у школі Святого Георгія в Аскоті. Вона закінчила Університет Західної Англії зі ступенем медіазнавства.

## Шлюб і діти
31 липня 2004 року Давіна вийшла заміж за Гері Крісті Льюїса (нар. 1970), новозеландця. Льюїс — тесля, який займається ремонтом нерухомості. Пара до весілля була знайома чотири роки, познайомившись на відпочинку на Балі, але кілька років приховувала свої стосунки.
Льюїс є сином Ларрі Льюїса, маорі-будівельника, який посів друге місце на змаганнях зі стрижки овець Golden Shears у 1982 році. Його дядько — видатний письменник маорі Віті Іхімаера, який написав «Вершника на китах», на основі якого був знятий однойменним фільм.
Льюїс також є першою особою відомого походження маорі, яка одружилася з членом королівської родини. Оскільки Давіна є законним нащадком за чоловічою лінією Георга V і за чергою британського престолу, Закон про королівські шлюби 1772 року вимагав попереднього отримання королівського дозволу на весілля, щоб шлюб був законним, а його нащадки могли успадкувати права на  престол королівств Співдружності, включно з Новою Зеландією. 20 липня 2004 року королева  офіційно оголосила про свою згоду на шлюб . Весілля відбулося в приватній каплиці Кенсінгтонського палацу . Крім герцога і герцогині Глостерських, братів і сестер нареченої, на весіллі не було інших членів королівської сім'ї. У 2018 році пара розлучилася.
У Давіни та її колишнього чоловіка є донька Сенна Коухай, яка народилася 22 червня 2010 року, і син Тане Махута, який народився 25 травня 2012 року.
Її сина назвали на честь Тане Махута, гігантського дерева каурі в лісі Вайпоуа в регіоні Нортленд, Нова Зеландія. Леді Давіна також була мачухою сина Льюїса від попередніх стосунків, Арі (нар. в 1992 році) .
До 26 березня 2015 року Тане випереджав Сенну в лінії успадкування британського престолу, оскільки сини мали пріоритет над доньками на основі традицій і загального права. Коли в 2015 році Закон про спадкоємство корони 2013 року набув чинності в усіх королівствах Співдружності, Сенна стала найближчим родичем правлячого монарха, королеви Єлизавети II, на яку вплинули зміни в законодавстві,, змінивши своє місце в порядку успадкування престолу на місце свого молодшого брата. Сенна і Тане стали 28-ми та 29-ми у черзі відповідно.
Леді Давіна не виконує офіційних королівських обов'язків, але відвідує сімейні заходи, включно з королівськими весіллями. Вона та Гері Льюїс були запрошені відвідати королівський прийом для членів організації All Blacks Нової Зеландії в Букінгемському палаці в 2005 році. Леді Давіна та її тодішній чоловік також були присутні на весіллі принца Вільяма в 2011 році.